# Dale Mitchell
Pour les articles homonymes, voir Mitchell.
Dale Mitchell  est un joueur et un entraîneur canadien de football (soccer), né le 21 avril 1958 à Vancouver (Colombie-Britannique). Il évolue au poste de buteur de la fin des années 1970 jusqu'à 1995 et sa conversion comme entraîneur à partir de 2000.
Il joue pour plusieurs équipes nord-américaines entre 1980 et 1990 et marque 19 fois en 55 apparitions sous le maillot canadien.